# Venanzio Rauzzini
Venanzio Rauzzini (Camerino, 18 de desembre de 1746 - Bath, 8 d'abril de 1810) va ser un famós cantant d'òpera castrat i compositor italià de la segona meitat del segle xviii. Era germà del també cantant i compositor Matteo Rauzzini (1754-1791).
De nen va ser membre del Cor de la Capella Sixtina i va ser deixeble de Domenico Corri i Muzio Clementi. També va estudiar amb Giuseppe Santarelli a Roma i Nicola Porpora a Nàpols.
Va fer el seu debut professional en l'òpera el 1765 al Teatre Valle de Roma encarnat en un dels personatges femenins de l'òpera de Niccolò Piccinni Il finto astrologo. Va cantar al Teatre San Samuele de Venècia el 1766, després de la qual cosa es va presentar a la Hofoper de Münich el 1766-1767. Rauzzini va haver d'abandonar el terreny de Múnic a causa de les seves moltes aventures amoroses amb dones casades. Dotat amb una bella veu i una tècnica perfecta, va cantar com a soprano i va participar en l'estrena de Milà de Lucio Silla de Mozart, així com de l'execució del motet Exultate jubilate que el compositor austríac va escriure expressament per a ell. Va passar molt de temps actiu a Londres.
A més de la professió de cantant on va tenir entre altres alumnes a Mrs. Dickons, Nancy Storace i Michael Kelly, també es va prodigar com a compositor. És autor de diverses òperes i sonates per a violí i clavecí, instrument que tocava amb gran mestria.